# Station balnéaire en France
Pour un article plus général, voir station balnéaire.

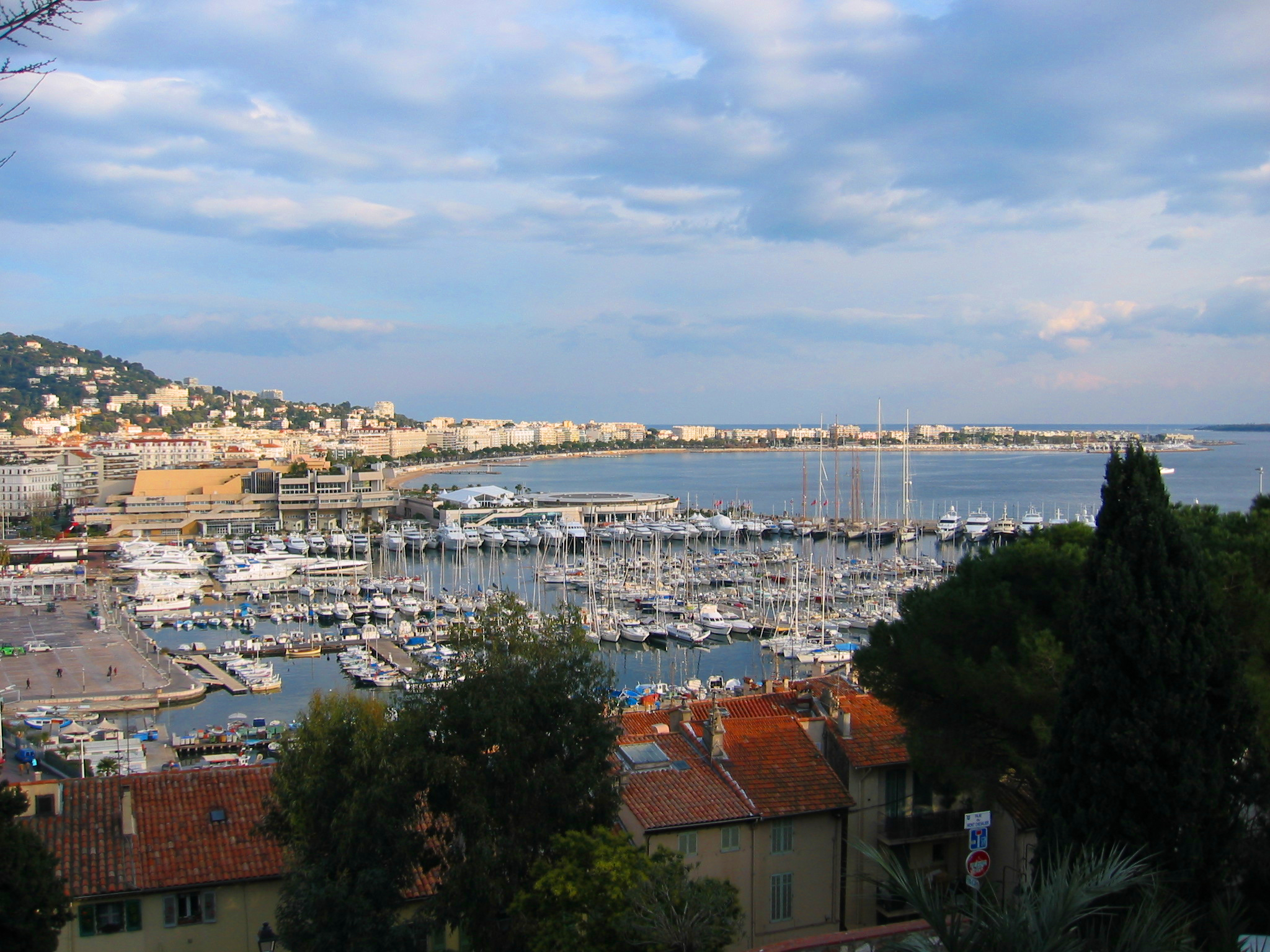
Cannes, sur la Côte d'Azur

Une station balnéaire française est une ville littorale aménagée en vue d'une activité principale : le tourisme des « bains de mer ». La mode des bains de mer commence à se développer au milieu du XVIIIe siècle mais la vogue des grandes stations balnéaires ne commence qu'au milieu du XIXe siècle, se modifie dans l'entre-deux-guerres avec la crise économique de 1929 et de nouveaux usages (l'instauration des congés payés) et connaît une nouvelle vigueur après la Seconde Guerre mondiale en répondant à une demande sociale bien différente, le tourisme de masse. Avant de devenir des destinations estivales de choix, les stations balnéaires furent des lieux de villégiature et/ou de soins.

## Présentation
Il convient de distinguer les stations balnéaires qui le sont de fait, aujourd'hui connues comme telles par le grand public, de celles qui sont aussi reconnues et classées en tant que station balnéaire officielle par l'État. Pour cela, ces communes doivent répondre à de nombreux critères, notamment en termes d'équipements de transport, de capacité hôtelière et de qualité de l'environnement. Quand il est accordé, le classement officiel permet à ces stations de bénéficier de dotations d'État supérieures à celles habituelles et simplement calquées sur la seule imposition locale par rapport au nombre d'habitants.

### La notion de station classée
La loi du 24 septembre 1919 ne consacre pas la reconnaissance légale des stations balnéaires mais crée le statut de stations de tourisme qui peuvent percevoir une taxe de séjour. Le classement des communes en station balnéaire est officialisé par le décret du 5 mai 1951. Ce décret a pour but de revenir, en matière de classement de stations balnéaires, à la procédure de la loi de 1919.
La législation actuelle est regroupée dans les articles L 2231-1 et suivants du Code Général des Collectivités Locales et leurs textes d'application. Le classement a pour objectifs de faciliter la fréquentation de la station, de permettre son développement par des travaux d'équipement et d'entretien relatifs, notamment, à la conservation des monuments et des sites et à l'assainissement, d'embellir ou améliorer les conditions d'accès, de séjour ou de circulation.
Sur les 514 stations classées, on distingue cinq catégories de stations. Trois relèvent de la responsabilité du Ministère du Tourisme : les stations balnéaires, les stations de tourisme, les stations de sports d'hiver et d'alpinisme. Deux relèvent de la responsabilité du Ministère de la Santé : les stations hydrominérales (thermales), les stations climatiques.

### Une notion qui a été profondément réformée
La loi n°2006/437 du 14 avril 2006 portant diverses dispositions relatives au tourisme a consacré dans le droit positif la notion de communes touristiques et a réformé les stations classées en ramenant à une seule catégorie les 6 anciennes, (dont les stations balnéaires). Désormais n’existeront que plus que les « stations classées de tourisme ». Ces communes se verront attribuer cette distinction par un décret simple pris pour 12 ans.
La réforme relative aux communes touristiques et aux stations classées est entrée en vigueur le 3 mars 2009.

## Origines

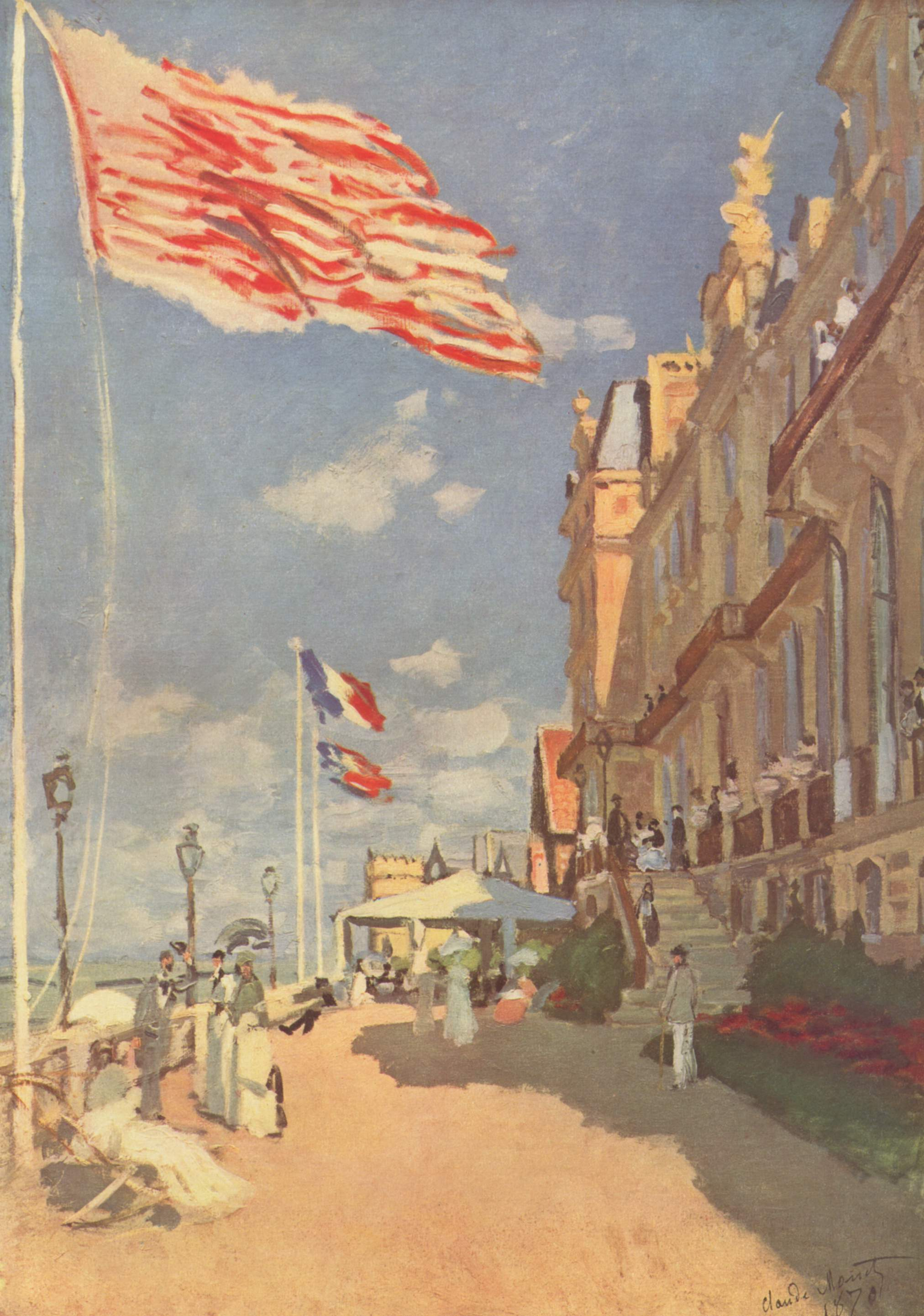
Trouville, peint par Claude Monet (1890)

Jusqu'au début du XIXe siècle, le littoral était exclusivement un lieu de travail, consacré à la pêche dans le meilleur des cas, au pillage des bateaux naufragés dans le pire, mais en aucun cas un lieu de plaisir, c'était plutôt un lieu de danger. La rencontre entre les hommes et la mer se faisait par les ports, et les yeux tournés vers l'océan reflétaient surtout la peur de ceux restés à terre. Hormis pour la pêche à pied, les habitations du littoral tournaient généralement le dos à la mer et aux tempêtes.
Deux modes vont faire naître l'intérêt pour le littoral : la médecine et l'aventure. Les médecins, d'abord en Angleterre, puis en Europe continentale, décident de soulager leurs contemporains de la dégradation sanitaire des villes  liée à la révolution industrielle et notamment la pollution de l'air (les poussées de tuberculose sont très fréquentes à l'époque et ce n'est pas pour rien que les sanatoriums étaient situés en bord de mer). Dans les années 1730, le docteur Russell construit un établissement de bains à Brighton. Les médecins français reprennent l'idée et dès 1769, Maret publie son mémoire sur la manière d'agir des bains de mer et leurs usages vivifiants contre les rhumatismes notamment. Dès cette époque, à cause de sa liaison maritime avec l'Angleterre, Dieppe adopte le « bain de pleine mer » , dit aussi « bain à la lame », cette pratique thérapeutique faisant de cette commune la première station balnéaire de France où l'élite commence à venir timidement s'essayer à cette nouvelle pratique des cures marines censées guérir de nombreux maux. Le premier établissement de bains de mer dieppois est autorisé par des lettres patentes du 22 mars 1775, accordées par Louis XVI. En 1785, Cléry de Bécourt fonde à Boulogne-sur-Mer le plus ancien établissement français de bains de mer chauds. Cependant, l'essor véritable des stations balnéaires, qui suit l'engouement des bains de mer, a lieu sous la Restauration qui voit la mer revalorisée à travers les discours médicaux et littéraires. En 1812, M. de Paris fonde un petit établissement de bains à Dieppe, transformé dans les années 1820 en un nouvel établissement luxueux où la duchesse du Berry lance la vogue des bains par ses séjours tous les étés, de 1824 à 1829. En 1827, La Rochelle lance à son tour son chantier, puis Cherbourg en 1829.
Les Anglais sont également à l'origine du Tour, qui a pour but de former les jeunes gentlemen par un voyage (généralement d'une année) en Europe au XVIIIe siècle. L'étape italienne est absolument nécessaire, ce qui oblige certains touristes à hiverner sur la Côte d'Azur avant de passer les Alpes. L'économie pastorale des rivages de la Méditerranée va s'en trouver définitivement bouleversée : le climat, la beauté des paysages, le casino de Monte-Carlo, la Promenade des Anglais établissant une véritable colonie britannique dans la région niçoise. D'autres colonies britanniques seront plus tard à l'origine de stations balnéaires en France, sur le littoral de la Manche (Carteret, Le Touquet et Dinard notamment).
Le rivage apparaît comme un site où il est possible d'apprendre des choses primitives de la vie. Naît en Europe ce qu'Alain Corbin appelle le désir de rivage. Considéré jusqu'alors comme un milieu hostile, la vague du Romantisme va renforcer cette perception du beau dans l'océan, aspect qui sera toujours renforcé par les divers mouvements de création artistique, comme l'École de Pont-Aven.

## Facteurs de développement

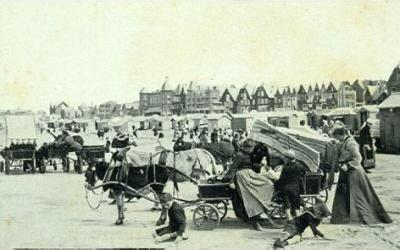
Berck-Plage à la Belle Époque.

Plusieurs facteurs vont conforter la tendance et l'étendre à tout le territoire littoral :
- la stabilisation des dunes sur le littoral, à partir du décret napoléonien du 14 décembre 1810
- la stabilisation de l'embouchure des fleuves (l'Adour pouvait varier d'une amplitude de 40 km du nord au sud)
- le développement du chemin de fer, mettant notamment la Normandie à portée des quartiers chics parisiens
- le souci des compagnies de chemin de fer de rentabiliser leurs lignes, les poussant à créer des destinations attractives (la ville d'hiver d'Arcachon est ainsi créée de toutes pièces par les frères Pereire, propriétaires de la Compagnie du Midi). Les compagnies (Chemins de Fer de l'Ouest et de Brighton, PLM, Chemins de Fer d'Orléans, Chemins de Fer du Midi, Chemins de Fer de l'État) se sont lancées à l'époque dans des campagnes d'affiches publicitaires, aujourd'hui témoins d'un temps révolu.
- la mode des bains de mer, la découverte des bienfaits de l'air iodé sur les tuberculeux, maladie mortelle à l'époque
- la fréquentation de la Haute Aristocratie et des têtes couronnées dans ces stations balnéaires : celles-ci, lorsqu'elles ne sont pas à l'origine de ces stations (c'est le cas de Deauville, créée de toutes pièces par le Duc de Morny, ministre de l'Intérieur de l'Empereur Napoléon III ou de Monte-Carlo édifié par le prince Charles III),le simple séjour d'une tête couronnée suffit à « lancer » véritablement une station  (c'est notamment le cas de Dieppe, lancée dans les années 1820 par la Duchesse du Berry ou de Biarritz, station lancée internationalement par la venue de l'Impératrice Eugénie entre 1853 et 1868, suivie ensuite par une bonne partie de l'aristocratie européenne).
- la politique d'aménagement et de mise en valeur du territoire voulue par Napoléon III
- l'enrichissement de certaines catégories (hommes d'affaires, bourgeoisie et haute-bourgeoisie) grâce à la révolution industrielle. Comme les têtes couronnées, eux aussi peuvent être à l'origine de stations balnéaires (Arcachon aménagée par les frères Péreire, Cabourg lancée par l'avocat et homme d'affaires Durand-Morimbau)) ou les fréquentent assidûment.
- enfin, des artistes, écrivains ou célébrités ont également lancés ou rendus célèbres des stations balnéaires (Charles Mozin, Huet, Corot, Isabey et d'autres peintres découvrent Trouville, station balnéaire citée par Alexandre Dumas dans ses mémoires ou peignent les bains de mer à Carteret comme Adolphe Lalyre, Paul Signac et Matisse découvrent Saint-Tropez, station balnéaire rendue célèbre par la venue et l'installation de Brigitte Bardot dans les années 1950, suivie de toute une panoplie de célébrités et de "jet-setteurs"; Marcel Proust fut un hôte renommé à Cabourg au début du XXe siècle, Stendhal fréquentait Granville tout comme Victor Hugo que l'on voyait également à Biarritz; Émile Zola et Alphonse Daudet, quant à eux, fréquentaient Royan...).

Les nouvelles stations vont rencontrer un beau succès, et la tendance va s'accélérer avec les congés payés, à partir de 1936. Certains petits ports de pêche sur le déclin vont, profitant de la tendance, savoir se reconvertir et connaître un développement touristique nouveau.
Dans un même esprit d'aménagement du territoire et de développement touristique, a été mise en place la mission Racine dans les années 1960, consacrée au littoral du Languedoc-Roussillon. Depuis cette époque, la question mêlant littoral, tourisme et aménagement fait l'objet d'une attention particulière des politiques publiques en témoignent les différents plans gérés par le Service d'étude et d'aménagement touristique du littoral  à l'image dans les années 80 des contrats de valorisation de stations littorales anciennes (exemple de la région Aquitaine).

## Émergence des «Villes nouvelles balnéaires»
La grande vogue des stations balnéaires commence au milieu du XIXe siècle, s'estompe avec la Première Guerre mondiale puis la crise économique de 1929 et reprendra après la Seconde Guerre mondiale. Mais ces dernières seront d'une toute autre nature et répondront à une demande sociale bien différente : on parle d'ailleurs de tourisme social pour caractériser ce développement touristique après 1945. Cette section s'intéresse au premier type de stations balnéaires, caractéristiques de la côte atlantique française.
De tout temps les hommes se sont fixés en bord de mer, mais ces implantations, résultant d'une lente et progressive installation des populations exploitant la mer, n'ont rien à voir avec le développement des stations balnéaires. Ces dernières se sont répandues sur le littoral français avec une rapidité étonnante et sont, pour nombre d'entre elles, de véritables « villes nouvelles » balnéaires. Les raisons d'être d'une station balnéaire, lieu de villégiature, de distractions ou de soins, ne sont en rien comparables aux problématiques qui ont poussé des populations à s'installer durablement, et depuis la nuit des temps, sur le littoral.
Trois facteurs principaux sont à l'origine de l'émergence de ces villes nouvelles du littoral, qui a débuté en France au milieu du XIXe siècle.

### Fixation du littoral dunaire
Les territoires sableux du littoral vont changer radicalement de statut dès le début du XIXe siècle. Ce sont les vastes campagnes de plantations et de stabilisation des dunes mobiles du littoral, impulsées par Napoléon Bonaparte à la suite du décret du 14 décembre 1810, s'inspirant des plantations réalisées par Nicolas Bremontier dans les Landes de Gascogne, qui les feront passer de l'état de terrains dangereux et envahissants en terrains relativement stables, et de ce fait disponibles pour répondre à une nouvelle demande sociale. Cette stabilité du littoral sableux était une des conditions matérielles nécessaires à l'implantation des stations balnéaires.

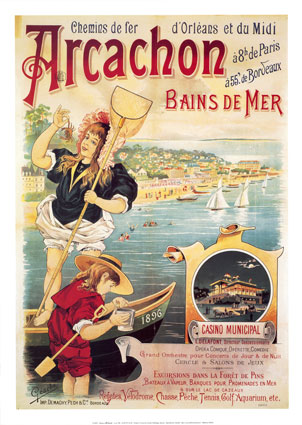
Arcachon à la fin du XIXe siècle : naissance d'un désir du littoral associé à la présence du chemin de fer.

### Émergence d'un «désir du littoral»
Cette envie apparaît avec un changement du regard porté sur le littoral, où les bords de mer deviennent, à partir du début du XIXe siècle, des lieux appréciés. Mais elle naît aussi de préoccupations médicales qui prennent une importance particulière à la fin du XVIIIe siècle, avec la dégradation des conditions de vie dans les villes industrielles. C'est ainsi que la notion moderne de loisir, définie par opposition au « temps du travail » fait son apparition.
Le littoral intéresse progressivement l'aristocratie puis la bourgeoisie industrielle, cadres et ingénieurs, puis enfin à la fin du XIXe siècle, les ouvriers. Parallèlement, le nombre et la nature des stations balnéaires évoluent au rythme de la place croissante qu'occupent les loisirs dans la vie de la société.

### Développement du réseau ferré
Le dernier facteur à considérer est le développement du réseau ferré français, qui, à partir des années 1850, permet à une nouvelle clientèle d'accéder à ces territoires éloignés. À l'origine, le réseau n'est pas développé spécialement pour desservir les stations balnéaires, mais il suffit pour cela de réaliser des prolongations. L'arrivée du chemin de fer entraîne, en termes de durée des transports, une révolution considérable. Avec les tout premiers trains, qui ne sont pourtant pas très rapides, la durée des trajets va considérablement diminuer, ainsi par exemple le trajet de Paris à Nantes passe, en 1851, de 37 heures à 10 heures. Le train rend les stations balnéaires accessibles au reste de la France.
Les contraintes physiques apprivoisées, le chemin de fer acheminera sur les plages les premiers « touristes » attirés par ces nouveaux espaces, et surtout détenteurs de capitaux.

## Urbanisme: organiser un lieu de villégiature en relation avec la plage
L'histoire de l'urbanisme des villes balnéaires de bord de mer accompagne et prolonge celui des stations thermales
Les éléments de typologie présentés ici ne sont pas exhaustifs et ne permettent pas de caractériser l'ensemble des stations balnéaires, mais ils permettent de dégager de grands principes.
Les centralités sont très souvent les mêmes : 
- un centre principal, en bord de mer, constitué par le casino et le grand hôtel
- un centre secondaire constitué par la gare. Cette dernière, pour des raisons techniques, est toujours située en retrait

Contrairement à l'urbanisme traditionnel, la majorité des stations balnéaires ont été créées ex nihilo selon le principe d'urbanisme très classique du lotissement. Les seules contraintes à prendre en compte, en dehors de l'adaptation des projets à la morphologie du terrain, étaient:
- l'optimisation de l'espace urbanisé en nombre de lots
- maximiser le nombre de lots ayant un accès direct à la mer
- optimiser la rentabilité financière

Il en résulte différents modèles assez simples caractérisant ce type d'urbanisation, où le front de mer constitue l'élément essentiel de la structuration de l'espace.
La typologie proposée ici, et notamment les représentations schématiques, sont en grande partie extraites de la thèse de Roland Vidal citée en bibliographie.

### Modèle en damier

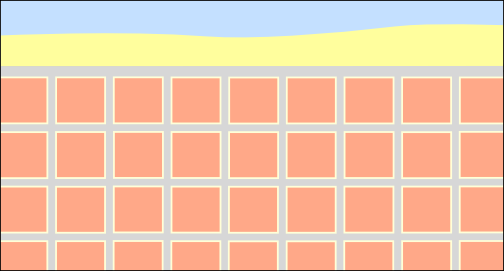
Modèle théorique en damier

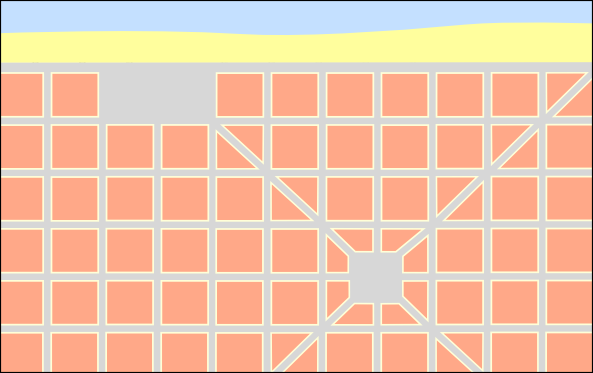
Modèle en damier avec deux centralités

Un des plans d'urbanisme le plus simple est le plan hippodamien (en damier), où les concepteurs de stations balnéaires ne faisaient que rechercher une forme urbaine optimisant la relation entre les lieux de villégiature et la plage.
L'important est de pouvoir dessiner le plan d'une station, dans un bureau d'étude, selon des critères de pure fonctionnalité, en ayant le moins possible à se préoccuper des particularités du lieu où se concrétisera le projet. Ce type de schéma est caractérisé de la façon suivante :
Un alignement de villas et d'hôtels est installé le long du front de mer, en arrière d'une digue qui sert à la fois de protection contre la mer, et de support à une promenade. Chaque villa dispose idéalement d'un accès immédiat à la plage et d'une rue assurant la desserte juste derrière.
Celle-ci sera complétée par quelques rues supplémentaires, parallèles à la mer, et le long desquelles seront installées de nouvelles villas. Certaines de ces rues, notamment celle située immédiatement derrière le front de mer, deviendront souvent les axes commerçants de la station. Afin de maintenir un accès à la mer le plus direct possible pour chacune de ces villas, on complètera le plan d'ensemble par une série de rues perpendiculaires. Le résultat sera un quadrillage, qui résulte d'une simple optimisation des fonctions primaires d'une station balnéaire.
Ce schéma peut être complété en introduisant une place centrale organisée autour du casino, qui pourra ensuite être reliée à la gare située en retrait. Le nouvel axe ainsi tracé pourra devenir une artère commerçante de la station, et pourra encore s'enrichir d'une placette intermédiaire destinée, par exemple, au marché. On voit ici apparaître un embryon de centre-ville (ce schéma est assez représentatif du cas de Deauville).

### Modèle radio-concentrique

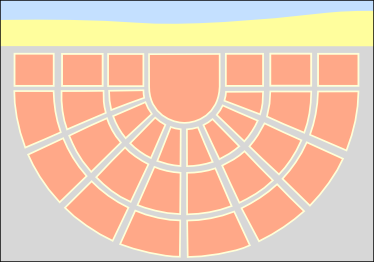
Modèle radioconcentrique

Un schéma légèrement différent est constitué de rues concentriques tournant autour d'un point central et croisées par des perpendiculaires convergentes. On a coupé le cercle en deux pour pouvoir l'appuyer sur un front de mer linéaire (schéma représentatif de Cabourg et de Stella-Plage).
Ce schéma n'a été que très rarement appliqué tel quel. Outre un découpage parcellaire difficile à gérer et l'existence nécessaire de rues en impasse, il présente l'inconvénient de générer de grandes difficultés de circulation (même au XIXe siècle) du fait que trop de rues convergent vers le même point.

### Modèles mixtes
Ces deux schémas types, qui correspondent à deux des plus anciennes stations balnéaires françaises, se retrouvent sous des formes diverses dans un grand nombre d'autres stations en les combinant entre eux.
Il y a deux façons de combiner ces modèles. La première consiste à situer le point central non pas en bord de mer mais en retrait. Il structure ainsi la partie de la ville qui est dans les terres, et ne modifie que très peu le quadrillage type du bord de mer (modèle mixte 1, ce schéma est représentatif de La-Baule-les-Pins).
La seconde consiste à appliquer une radioconcentricité à un quadrillage simple, mais en le déformant plutôt qu'en le redessinant, et sans aller jusqu'à la forme hémicirculaire (modèle mixte 2, ce schéma est représentatif de Hardelot-Plage ou Jullouville-les-Pins).
|  |  |

### Modèles paysagers
Il s'agit d'une composition irrégulière qui essaie de donner l'impression d'une nature sauvage dans la tradition des jardins anglais et de l'urbanisme paysager du type Vésinet qui en est issu depuis le XVIIIe siècle.
Lorsque le littoral est tortueux ou le paysage accidenté, le plan d'ensemble est beaucoup plus complexe, mais il résulte le plus souvent de combinaisons de plusieurs des schémas de base présentés ici.

## Catégories

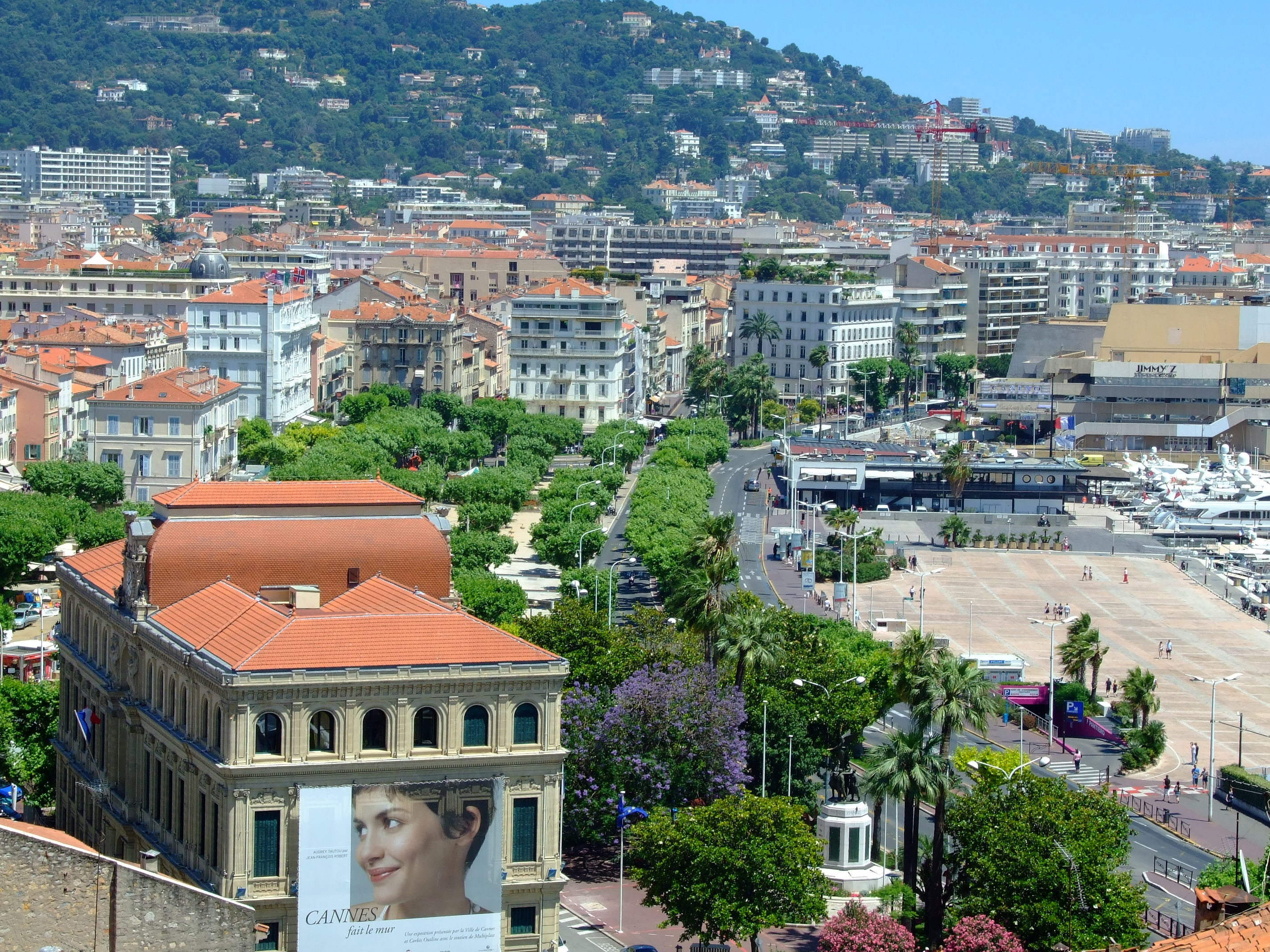
Vue de Cannes

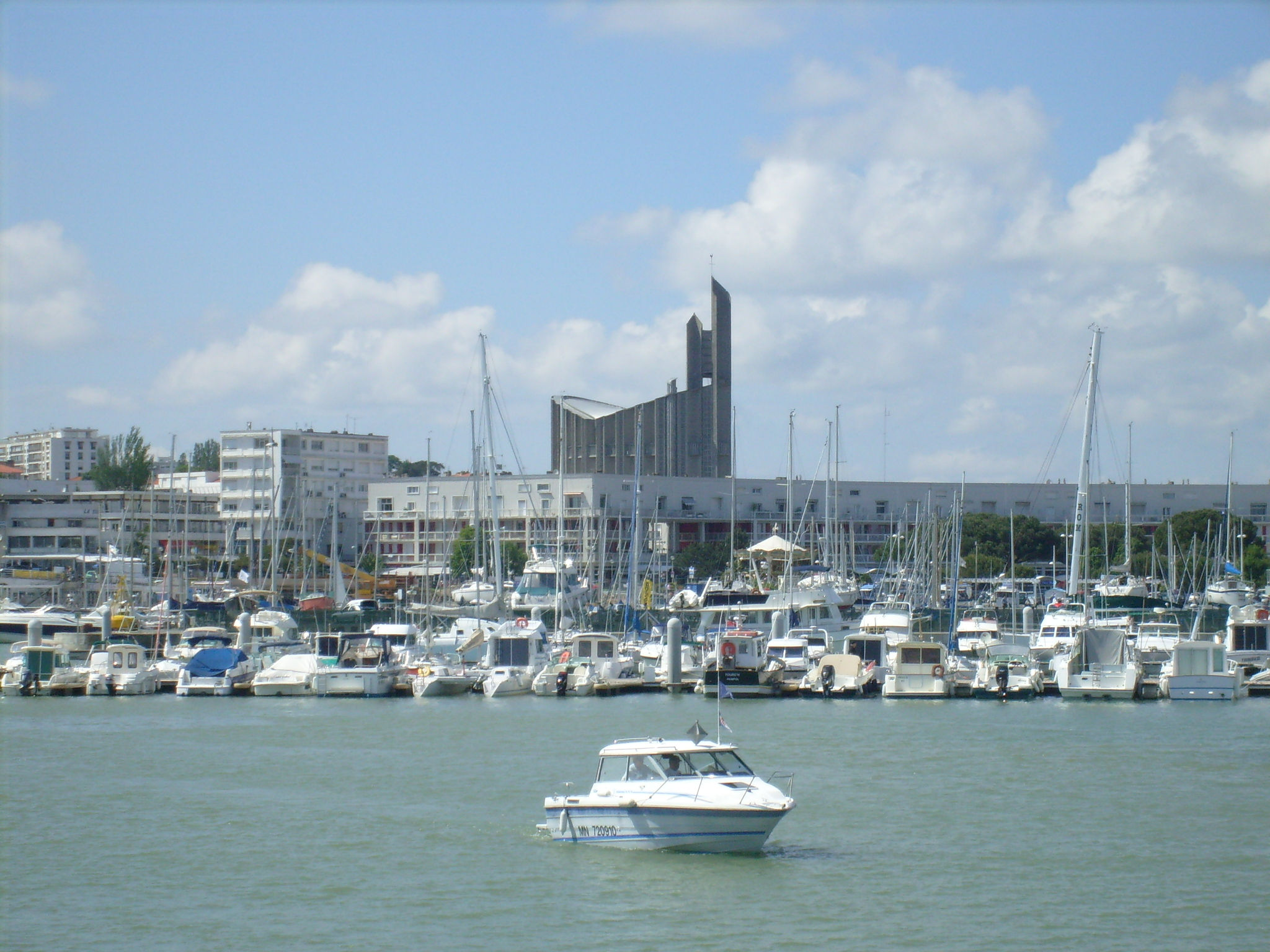
Port de Royan

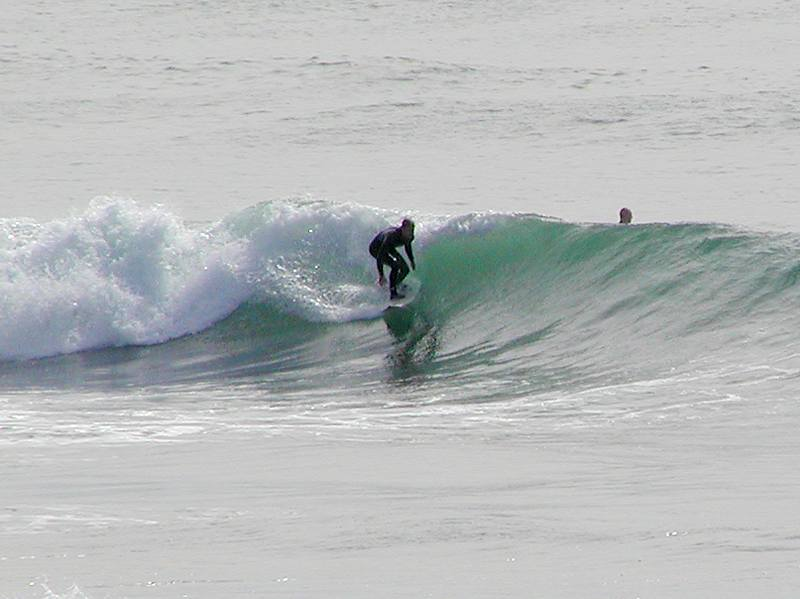
Surf en Nouvelle-Aquitaine

Les stations balnéaires ont connu des fortunes diverses. Certaines d'entre elles ont connu un lancement ou une renommée spectaculaire grâce à la présence de la personnalité la plus en vue du moment :
- Arcachon a ainsi été inaugurée par l'empereur Napoléon III en personne au cours d'une cérémonie évènementielle
- Royan a connu un développement important grâce à de grands noms des arts et des lettres tels que Émile Zola et Alphonse Daudet, plus tard Sacha Guitry, Jacques Henri Lartigue et Pablo Picasso. Sa voisine Saint-Georges-de-Didonne, réputée moins mondaine, a cependant été fréquentée par le roi d'Espagne Alphonse XIII.
- Biarritz a été une station courue grâce à la présence de l'Impératrice Eugénie, qui fit de la cité basque son lieu de villégiature.
- Saint-Tropez a obtenu une forte notoriété dès la fin du XIXe siècle et au début du XXe grâce à Signac, Derain, Matisse, Camoin, Marquet et beaucoup d'autres peintres qui ont lancé Saint-Tropez. Les années 30 y verront les plus grandes vedettes de cinéma. La présence de Brigitte Bardot à partir de 1956 accentuera le phénomène.

Si la plupart de nos stations sont des « stations familiales », la mixité sociale chez les touristes reste limitée, même en vacances. La recherche historique actuelle montre néanmoins que les estivants côtoient les populations locales, tout en restant conscients de la place de chacun. Une station balnéaire n'attire pas la même clientèle partout sur le littoral mais l'activité balnéaire, longtemps étudiée de manière exogène, a un impact pratique indéniable sur les populations locales, comme en Bretagne et en Vendée. Une certaine spécialisation de la clientèle de la station balnéaire s'est opérée dès les débuts ou au fil des ans entre les stations :
- aristocratie :  Monte-Carlo
- bourgeoisie : Île de Ré ,Dinard,La Baule, Arcachon, Deauville, Royan ,Cannes, Noirmoutier, Saint Lunaire  Biarritz,Saint-Jean-de-Luz , Cassis , Nice,  Saint-Malo ,Hossegor,île d'Yeu ,Pyla-sur-Mer,Bénodet,Quiberon,Cabourg,Collioure,Grau-du-Roi,Le Touquet,Cap-Ferret,Pornic,La Grande-Motte,Saint-Brevin-les-Pins,Saint-Briac-sur-Mer,Carnac,Étables-sur-Mer,La Trinité-sur-Mer,Perros-Guirec,Granville,Jullouville,Mesquer
- jet Set : Saint-Tropez , Guéthary ,Hardelot-Plage

Depuis la chute du rideau de fer, une nouvelle catégorie, celle des nouveaux riches russes, jette son dévolu sur la Côte d'Azur.
Certaines stations se sont appuyées sur des structures préexistantes, comme un vieux port (Nice, comptant aussi ses quartiers chics, sa promenade des Anglais, son Casino, ses fêtes d'été, sa place Masséna ; La Rochelle, Saint-Tropez), une vieille ville (Collioure, Saint-Jean-de-Luz, Douarnenez, Saint-Malo), donnant beaucoup de cachet et de charme au lieu. Dans un autre registre, Royan s'appuie sur son architecture moderniste issue des grandes campagnes de reconstruction des années 1950.
D'autres ont misé sur une activité locale, perçue comme « authentique » pour développer une image de marque :
- ostréiculture à Arcachon
- marais salants à Noirmoutier
- pêche à pied et dégustation du Homard à Barneville-Carteret

un sport :
- surf à Biarritz, Hossegor et Lacanau
- plaisance dans les ports bretons et azuréens
- yachting à Antibes, Saint-Tropez, Monaco
- triathlon à La Baule
- kitesurf à Tréboul sud
- sur divers autres sites : char à voile, motomarine, parachute ascensionnel, équitation etc.

un style de vie :
- naturisme à Montalivet, Le Cap d'Agde, Port-Leucate

le cinéma :
- Festival de Cannes
- Festival du film britannique de Dinard
- Festival du film américain de Deauville
- Festival du film romantique de Cabourg

Pendant de nombreuses années, seules les stations touristiques pouvaient accueillir un casino. Le premier fut celui de Monte-Carlo, de nombreux autres ont suivi.
Enfin, pour attirer du monde toute l'année, quelques stations d'exception (site, renommée, parc hôtelier, proximité d'un aéroport) attirent congrès et salons professionnels (Cannes, Deauville, Monaco).

## Les stations
- Liste des stations balnéaires belges
- Liste des stations balnéaires espagnoles
- Liste des stations balnéaires françaises
- Liste des stations balnéaires portugaises

## Notes et références

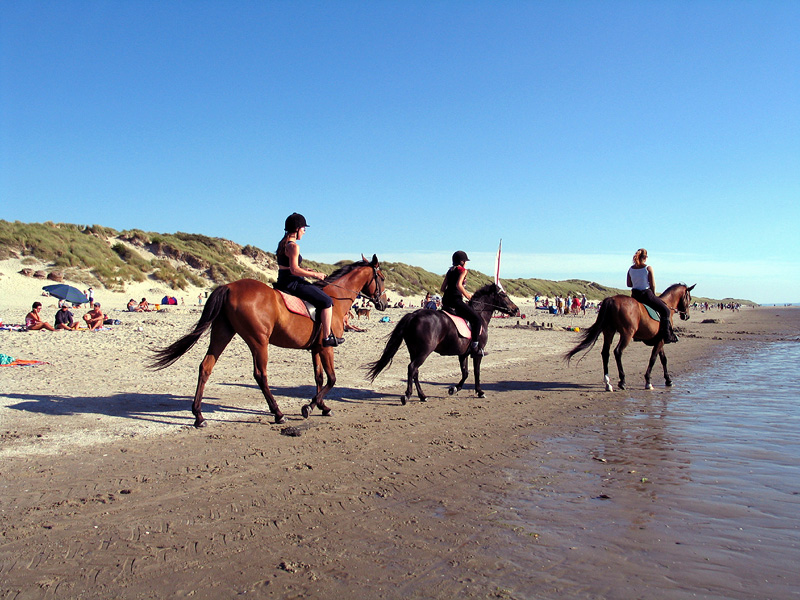
Équitation sur la plage de Quend